# LifeStraw
LifeStraw е филтър за вода предназначен за персонално ползване. Филтърът е предназначен да се използва за максимум 1000 литра вода, което е достатъчно количество за един човек за една година. Той премахва 99.9999% от бактериите във водата и 99,9% от паразитите. LifeStraw Family е по-голям уред предназначен за семейно използване, който филтрира 99,99% от вирусите.
LifeStraw и LifeStraw Family са филтри за непосредствена употреба и са разработени от швейцарската фирма Vestergaard Frandsen специално за хора живеещи в страни със слабо развита система за пречистване на водата, както и за хора в места, където има хуманитарна криза. LifeStraw Family е предвиден за филтриране на максимум 18 000 литра вода, което позволява на петчленно семейство да го ползва около 3 години.

## LifeStraw в кризисни ситуации
LifeStraw Family е изпратено като помощ през 2010 година след земетресението в Хаити, 2010 при наводненията в Пакистан и през 2011 след наводненията в Тайланд. В областта Мутомо в Кения, място с големи засушавания и липса на прясна вода, Червения Кръст изпраща LifeStraw филтри за 3750 ученици и LifeStraw Family за 6750 семейства.

## Конструкция
LifeStraw представлява пластмасова тръба дълга 310 mm с диаметър 30 mm. Водата, която се всмуква през тази тръба първо преминава през спциални кухи нишки, които филтрират всички водни частици по-големи от 0.2 µm. Процеса е изцяло механичен – няма никаква химия или активни вещества. Целия процес се задейства чрез смукателно действие, както бихте използвали обикновена сламка за пиене. Цикъла на използване на микро филтрите е предвиден за максимум 1000 литра вода. При първоначалната разработка филтрите пропускат определени бактерии, като Giardia lamblia. След проведени изследвания и въведени подобрения на конструкцията, филтъра премахва минимум 99,9% от вредните бактерии и паразите от водата, включително Giardia и Cryptosporidium.

## Отзиви и критика
LifeStraw е приет изключително добре заради ефективния и незабавен метод за изчистване на бактерии и паразити, както и заради лекотата на използване от потребителите. Пол Хетерингтън (Paul Hetherington) от благотворителната организация WaterAid критикува LifeStraw единствено заради високата според него цена за предполагаемия пазар, като той вижда основно приложение в развитите Африкански държави и държавите от третия свят, в които има основен проблем с непречистената вода. Според него освен това има и проблем с достъпността на водата в повечето райони, които няма как да се решат от използването на LifeStraw.
Въпреки че LifeStraw вече е достъпна почети в целия свят, основен канал за разпространението му в развитите държави е чрез публични здравни кампании, като се раздава безплатно на нуждаещите се.

## Награди
LifeStraw получава положителни отзиви в медията и печели няколко международни награди – Наградата на Сачи и Сачи за Идеи които променят света през 2008 (Saatchi & Saatchi Award for World Changing Ideas), Международната награда за Дизайн ‘INDEX: 2005’ и „Най-добро изобретение за 2005“ от списание Тайм (Time Magazine).